# Office national d'électricité
L'Office National de l'Électricité (ONE) est l'opérateur marocain unique de fourniture d'électricité du pays. Établissement public à caractère industriel et commercial créé en 1963, il emploie près de 9 000 salariés et compte environ 4 millions d'abonnés. Parmi sa mission est de satisfaire la demande en électricité du Maroc aux meilleures conditions de coût et de qualité de service.

## Directeurs généraux
- Ahmed Tazi : 1963 - 1992
- Abderahmane Naji : 16/07/1992[1] - 1994
- Driss Benhima: 1994 - 2001
- Ahmed Nakkouch : mars 2001 - 2006
- Younes Maâmar : 15 février 2006 - 14 novembre 2008
- Ali Fassi-Fihri : 14 novembre 2008 - 24 octobre 2017
- Abderrahim El Hafidi : 19 avril 2018 - 1er juin 2024
- Tarik Hammane : 1er juin 2024 -